# Mirosław Gnieciak
Mirosław Paweł Gnieciak (ur. 25 stycznia 1947 w Białej Podlaskiej) – polski szachista, sędzia klasy międzynarodowej oraz działacz szachowy.

## Życiorys
Z zawodu jest magistrem inżynierem mechanikiem w specjalizacji mechanizacja górnictwa, w 1974 r. ukończył studia na Wydziale Górniczym (Maszyny Górnicze) Politechniki Śląskiej w Gliwicach. W czasie swojej kariery zawodowej pracował w wielu przedsiębiorstwach, najdłużej (w latach 1966–1994) w kopalni węgla kamiennego "Staszic" w Katowicach. Od 2005 r. wykłada "Controlling i finanse przedsiębiorstw" w Wyższej Szkole Biznesu w Dąbrowie Górniczej.
W latach 1964–1966 zwyciężył w indywidualnych i drużynowych turniejach o "Złotą Wieżę" powiatu Biała Podlaska. Od 1974 r. posiada uprawnienia instruktorskie, do jego wychowanków należy m.in. Ewa Bogucka (brązowa medalistka mistrzostw Polski juniorek do lat 20 w 1979 r.). Od 1964 do 1966 był działaczem klubu LZS Janów Podlaski, a następnie "Startu" Katowice (1969 – 1995, m.in. jako kierownik sekcji szachowej w latach 1977–1986). Od 1973 do 1989 r. pracował w strukturach Okręgowego Związku Szachowego w Katowicach, jako sekretarz, wiceprezes, przewodniczący komisji klasyfikacji oraz (w latach 1988–1989) jako prezes, natomiast w latach 1979–1996 w zarządzie Polskiego Związku Szachowego (m.in. jako członek i przewodniczący komisji klasyfikacji i ewidencji oraz członek kolegium sędziów). Od 1988 do 1994 r. pełnił funkcję statystyka Międzynarodowej Federacji Szachowej.
Znaczne osiągnięcia zanotował jako szachowy arbiter, w 1985 r. otrzymując tytuł sędziego klasy międzynarodowej. Pełnił obowiązki sędziego w wielu turniejach rangi międzynarodowej oraz z cyklu mistrzostw Polski, m.in. mistrzostwa Europy juniorek do lat 20 (Straszęcin 1989), mistrzostwa świata juniorów do lat 10, 12 i 14 (Warszawa 1991), finał mistrzostw Polski seniorów (Bytom 1986), międzypaństwowy mecz Polska – Szwecja (Słupsk 1986), drużynowy turniej krajów północy (Słupsk 1988), olimpiada szachowa (Saloniki 1988), mistrzostwa Europy juniorów do lat 16 i 18 (Żagań 1995), mistrzostwa Europy juniorów do lat 20 (Żagań 1997), wielokrotnie drużynowe mistrzostwa Polski, mistrzostwa Polski w szachach błyskawicznych i szybkich oraz licznie obsadzone otwarte turnieje międzynarodowe (m.in. o Puchar Katowic, czy też MK Cafe Cup w Koszalinie). Od 1990 r. jest członkiem honorowym Śląskiego Okręgowego Związku Szachowego, a od 2000 r. – Polskiego Związku Szachowego.

## Odznaczenia
- Srebrna odznaka Zasłużony Działacz Kultury Fizycznej (1987)
- Krzyż Kawalerski Orderu Odrodzenia Polski (1997).